# Луис Гарсия Берланга
Луис Гарсия Берланга (на испански: Luis García Berlanga) е испански режисьор и сценарист.
Роден е на 12 юни 1921 година във Валенсия в семейството на земевладелец и политик. Служи в Синята дивизия по време на Втората световна война, а след нейния край започва да се занимава с кино. Сред известните му филми през следващите десетилетия са „Добре дошъл, мистър Маршал“ („Bienvenido Mister Marshall“, 1953) „Calabuch“ (1956), „Пласидо“ („Plácido“, 1961), „Палачът“ („El verdugo“, 1963).
Луис Гарсия Берланга умира на 13 ноември 2010 година в Мадрид.